# Biliești
Bilieşti é uma comuna romena localizada no distrito de Vrancea, na região de Moldávia. A comuna possui uma área de 17.00 km² e sua população era de 2614 habitantes segundo o censo de 2007.